# جایزه انجمن بازیگران فیلم برای بازیگر نقش اول مرد برجسته
جایزه انجمن بازیگران فیلم برای بازیگر نقش اول مرد برجسته (به انگلیسی: Screen Actors Guild Award for Outstanding Performance by a Male Actor in a Leading Role) جایزه‌ای است که برای تقدیر از عالی‌ترین دستاوردهای بازیگری در فیلم، توسط انجمن بازیگران فیلم اهدا می‌شود.

## برندگان و نامزدها

### دهه ۱۹۹۰
| سال                                          | نامزدی                     | فیلم                            | نقش(ها)                 |
| -------------------------------------------- | -------------------------- | ------------------------------- | ----------------------- |
| 1994 نخستین مراسم جایزه انجمن بازیگران فیلم  | تام هنکس                   | فارست گامپ                      | Forrest Gump            |
| 1994 نخستین مراسم جایزه انجمن بازیگران فیلم  | مورگان فریمن               | رستگاری در شاوشنک               | Ellis "Red" Redding     |
| 1994 نخستین مراسم جایزه انجمن بازیگران فیلم  | پل نیومن                   | هیچ‌کس احمق نیست                 | Donald "Sully" Sullivan |
| 1994 نخستین مراسم جایزه انجمن بازیگران فیلم  | تیم رابینز                 | رستگاری در شاوشنک               | Andy Dufresne           |
| 1994 نخستین مراسم جایزه انجمن بازیگران فیلم  | جان تراولتا                | داستان عامه‌پسند                 | Vincent Vega            |
| 1995 دومین مراسم جایزه انجمن بازیگران فیلم   | نیکلاس کیج                 | ترک لاس وگاس                    | Ben Sanderson           |
| 1995 دومین مراسم جایزه انجمن بازیگران فیلم   | آنتونی هاپکینز             | نیکسون                          | ریچارد نیکسون           |
| 1995 دومین مراسم جایزه انجمن بازیگران فیلم   | جیمز ارل جونز              | بنال وطن                        | Rev. Stephen Kumalo     |
| 1995 دومین مراسم جایزه انجمن بازیگران فیلم   | شان پن                     | راه رفتن مرد مرده               | Matthew Poncelet        |
| 1995 دومین مراسم جایزه انجمن بازیگران فیلم   | ماسیمو ترویسی (posthumous) | ایل پوستینو: پستچی (Il postino) | Mario Ruoppolo          |
| 1996 سومین مراسم جایزه انجمن بازیگران فیلم   | جفری راش                   | درخشش                           | دیوید هلفگات            |
| 1996 سومین مراسم جایزه انجمن بازیگران فیلم   | تام کروز                   | جری مگوایر                      | Jerry Maguire           |
| 1996 سومین مراسم جایزه انجمن بازیگران فیلم   | ریف فاینز                  | بیمار انگلیسی                   | لاسلو آلامسی            |
| 1996 سومین مراسم جایزه انجمن بازیگران فیلم   | وودی هرلسون                | مردم علیه لری فلینت             | لری فلینت               |
| 1996 سومین مراسم جایزه انجمن بازیگران فیلم   | بیلی باب تورنتون           | تیغه فلاخن                      | Karl Childers           |
| 1997 چهارمین مراسم جایزه انجمن بازیگران فیلم | جک نیکلسون                 | بهتر از این نمی‌شه               | Melvin Udall            |
| 1997 چهارمین مراسم جایزه انجمن بازیگران فیلم | مت دیمون                   | ویل هانتینگ نابغه               | Will Hunting            |
| 1997 چهارمین مراسم جایزه انجمن بازیگران فیلم | رابرت دووال                | حواری                           | Euliss "Sonny" Dewey    |
| 1997 چهارمین مراسم جایزه انجمن بازیگران فیلم | پیتر فوندا                 | طلای اولی                       | Ulysses "Ulee" Jackson  |
| 1997 چهارمین مراسم جایزه انجمن بازیگران فیلم | داستین هافمن               | سگ را بجنبان                    | Stanley Motss           |
| 1998 پنجمین مراسم جایزه انجمن بازیگران فیلم  | روبرتو بنینی               | زندگی زیباست (La vita è bella)  | Guido Orefice           |
| 1998 پنجمین مراسم جایزه انجمن بازیگران فیلم  | جوزف فاینز                 | شکسپیر عاشق                     | ویلیام شکسپیر           |
| 1998 پنجمین مراسم جایزه انجمن بازیگران فیلم  | تام هنکس                   | نجات سرباز رایان                | Capt. John H. Miller    |
| 1998 پنجمین مراسم جایزه انجمن بازیگران فیلم  | ایان مک‌کلن                 | خدایان و هیولاها                | جیمز ویل                |
| 1998 پنجمین مراسم جایزه انجمن بازیگران فیلم  | نیک نولتی                  | رنج                             | Wade Whitehouse         |
| 1999 ششمین مراسم جایزه انجمن بازیگران فیلم   | کوین اسپیسی                | زیبای آمریکایی                  | Lester Burnham          |
| 1999 ششمین مراسم جایزه انجمن بازیگران فیلم   | جیم کری                    | مرد روی ماه                     | اندی کافمن              |
| 1999 ششمین مراسم جایزه انجمن بازیگران فیلم   | راسل کرو                   | نفوذی                           | Jeffrey Wigand          |
| 1999 ششمین مراسم جایزه انجمن بازیگران فیلم   | فیلیپ سیمور هافمن          | بی‌عیب                           | Rusty                   |
| 1999 ششمین مراسم جایزه انجمن بازیگران فیلم   | دنزل واشینگتن              | طوفان                           | رابین کارتر             |

### دهه ۲۰۰۰
| سال                                            | نامزدی            | فیلم                                     | نقش(ها)                              |
| ---------------------------------------------- | ----------------- | ---------------------------------------- | ------------------------------------ |
| 2000 هفتمین مراسم جایزه انجمن بازیگران فیلم    | بنیسیو دل تورو    | قاچاق                                    | Javier Rodriguez                     |
| 2000 هفتمین مراسم جایزه انجمن بازیگران فیلم    | جیمی بل           | بیلی الیوت                               | Billy Elliot                         |
| 2000 هفتمین مراسم جایزه انجمن بازیگران فیلم    | راسل کرو          | گلادیاتور                                | Maximus Decimus Meridius             |
| 2000 هفتمین مراسم جایزه انجمن بازیگران فیلم    | تام هنکس          | دورافتاده                                | Chuck Noland                         |
| 2000 هفتمین مراسم جایزه انجمن بازیگران فیلم    | جفری راش          | قلم‌پرها                                  | مارکی دو ساد                         |
| 2001 هشتمین مراسم جایزه انجمن بازیگران فیلم    | راسل کرو          | ذهن زیبا                                 | جان فوربز نش                         |
| 2001 هشتمین مراسم جایزه انجمن بازیگران فیلم    | کوین کلاین        | زندگی به عنوان یک خانه                   | George Monroe                        |
| 2001 هشتمین مراسم جایزه انجمن بازیگران فیلم    | شان پن            | من سم هستم                               | Sam Dawson                           |
| 2001 هشتمین مراسم جایزه انجمن بازیگران فیلم    | دنزل واشینگتن     | روز تعلیم                                | روز تعلیم                            |
| 2001 هشتمین مراسم جایزه انجمن بازیگران فیلم    | تام ویلکینسون     | در اتاق خواب                             | Matt Fowler                          |
| 2002 نهمین مراسم جایزه انجمن بازیگران فیلم     | دنیل دی-لوئیس     | دارودسته‌های نیویورکی                     | William "Bill the Butcher" Cutting   |
| 2002 نهمین مراسم جایزه انجمن بازیگران فیلم     | آدرین برودی       | پیانیست                                  | ولادیسلاو اشپیلمان                   |
| 2002 نهمین مراسم جایزه انجمن بازیگران فیلم     | نیکلاس کیج        | اقتباس                                   | چارلی کافمن / Donald Kaufman         |
| 2002 نهمین مراسم جایزه انجمن بازیگران فیلم     | ریچارد گی‌یر       | شیکاگو                                   | Billy Flynn                          |
| 2002 نهمین مراسم جایزه انجمن بازیگران فیلم     | جک نیکلسون        | درباره اشمیت                             | Warren Schmidt                       |
| 2003 دهمین مراسم جایزه انجمن بازیگران فیلم     | جانی دپ           | دزدان دریایی کارائیب: نفرین مروارید سیاه | جک اسپارو                            |
| 2003 دهمین مراسم جایزه انجمن بازیگران فیلم     | پیتر دینکلیج      | مأمور ایستگاه                            | Finbar McBride                       |
| 2003 دهمین مراسم جایزه انجمن بازیگران فیلم     | بن کینگزلی        | خانه‌ای از شن و مه                        | Colonel Massoud Amir Behrani         |
| 2003 دهمین مراسم جایزه انجمن بازیگران فیلم     | بیل مری           | گمشده در ترجمه                           | Bob Harris                           |
| 2003 دهمین مراسم جایزه انجمن بازیگران فیلم     | شان پن            | رودخانه مرموز                            | Jimmy Markum                         |
| 2004 یازدهمین مراسم جایزه انجمن بازیگران فیلم  | جیمی فاکس         | ری                                       | ری چارلز                             |
| 2004 یازدهمین مراسم جایزه انجمن بازیگران فیلم  | دان چیدل          | هتل رواندا                               | پاول روسساباگینا                     |
| 2004 یازدهمین مراسم جایزه انجمن بازیگران فیلم  | جانی دپ           | در جستجوی ناکجاآباد                      | جیمز بری                             |
| 2004 یازدهمین مراسم جایزه انجمن بازیگران فیلم  | لئوناردو دی‌کاپریو | هوانورد                                  | هوارد هیوز                           |
| 2004 یازدهمین مراسم جایزه انجمن بازیگران فیلم  | پل جیاماتی        | راه‌های فرعی                              | Miles Raymond                        |
| 2005 دوازدهمین مراسم جایزه انجمن بازیگران فیلم | فیلیپ سیمور هافمن | کاپوتی                                   | ترومن کاپوتی                         |
| 2005 دوازدهمین مراسم جایزه انجمن بازیگران فیلم | راسل کرو          | مرد سیندرلایی                            | جیم جی برادوک                        |
| 2005 دوازدهمین مراسم جایزه انجمن بازیگران فیلم | هیث لجر           | کوهستان بروکبک                           | Ennis Del Mar                        |
| 2005 دوازدهمین مراسم جایزه انجمن بازیگران فیلم | واکین فینیکس      | سربه‌راه باش                              | جانی کش                              |
| 2005 دوازدهمین مراسم جایزه انجمن بازیگران فیلم | دیوید استراترن    | شب‌بخیر و موفق باشید.                     | ادوارد مورو                          |
| 2006 سیزدهمین مراسم جایزه انجمن بازیگران فیلم  | فارست ویتاکر      | آخرین پادشاه اسکاتلند                    | عیدی امین                            |
| 2006 سیزدهمین مراسم جایزه انجمن بازیگران فیلم  | لئوناردو دی‌کاپریو | الماس خونین                              | Danny Archer                         |
| 2006 سیزدهمین مراسم جایزه انجمن بازیگران فیلم  | رایان گاسلینگ     | نیمه نیلوفر                              | Dan Dunne                            |
| 2006 سیزدهمین مراسم جایزه انجمن بازیگران فیلم  | پیتر اوتول        | ونوس                                     | Maurice Russell                      |
| 2006 سیزدهمین مراسم جایزه انجمن بازیگران فیلم  | ویل اسمیت         | در جستجوی خوشبختی                        | کریس گاردنر                          |
| 2007 چهاردهمین مراسم جایزه انجمن بازیگران فیلم | دنیل دی-لوئیس     | خون به پا خواهد شد                       | Daniel Plainview                     |
| 2007 چهاردهمین مراسم جایزه انجمن بازیگران فیلم | جرج کلونی         | مایکل کلیتون                             | Michael Clayton                      |
| 2007 چهاردهمین مراسم جایزه انجمن بازیگران فیلم | رایان گاسلینگ     | لارس و دختر واقعی                        | Lars Lindstrom                       |
| 2007 چهاردهمین مراسم جایزه انجمن بازیگران فیلم | امیل هرش          | به‌سوی طبیعت وحشی                         | کریستوفر مک‌کندلس                     |
| 2007 چهاردهمین مراسم جایزه انجمن بازیگران فیلم | ویگو مورتنسن      | قول‌های شرقی                              | Nikolai Luzhin                       |
| 2008 پانزدهمین مراسم جایزه انجمن بازیگران فیلم | شان پن            | میلک                                     | هاروی میلک                           |
| 2008 پانزدهمین مراسم جایزه انجمن بازیگران فیلم | ریچارد جنکینز     | بازدیدکننده                              | Walter Vale                          |
| 2008 پانزدهمین مراسم جایزه انجمن بازیگران فیلم | فرانک لانگلا      | فراست/نیکسون                             | ریچارد نیکسون                        |
| 2008 پانزدهمین مراسم جایزه انجمن بازیگران فیلم | برد پیت           | مورد عجیب بنجامین باتن                   | Benjamin Button                      |
| 2008 پانزدهمین مراسم جایزه انجمن بازیگران فیلم | میکی رورک         | کشتی‌گیر                                  | Randy "The Ram" Robinson             |
| 2009 شانزدهمین مراسم جایزه انجمن بازیگران فیلم | جف بریجز          | دل دیوانه                                | Otis "Bad" Blake                     |
| 2009 شانزدهمین مراسم جایزه انجمن بازیگران فیلم | جرج کلونی         | بالا در آسمان                            | Ryan Bingham                         |
| 2009 شانزدهمین مراسم جایزه انجمن بازیگران فیلم | کالین فرث         | یک مرد مجرد                              | George Falconer                      |
| 2009 شانزدهمین مراسم جایزه انجمن بازیگران فیلم | مورگان فریمن      | شکست‌ناپذیر                               | نلسون ماندلا                         |
| 2009 شانزدهمین مراسم جایزه انجمن بازیگران فیلم | جرمی رنر          | مهلکه                                    | Staff Sgt. First Class William James |

### دهه ۲۰۱۰
| سال                                               | نامزدی             | فیلم                           | نقش(ها)                      |
| ------------------------------------------------- | ------------------ | ------------------------------ | ---------------------------- |
| 2010 هفدهمین مراسم جایزه انجمن بازیگران فیلم      | کالین فرث          | سخنرانی پادشاه                 | جرج ششم                      |
| 2010 هفدهمین مراسم جایزه انجمن بازیگران فیلم      | جف بریجز           | شهامت واقعی                    | Reuben "Rooster" Cogburn     |
| 2010 هفدهمین مراسم جایزه انجمن بازیگران فیلم      | رابرت دووال        | Get Low                        | Felix Bush                   |
| 2010 هفدهمین مراسم جایزه انجمن بازیگران فیلم      | جسی آیزنبرگ        | شبکه اجتماعی                   | مارک زاکربرگ                 |
| 2010 هفدهمین مراسم جایزه انجمن بازیگران فیلم      | جیمز فرانکو        | ۱۲۷ ساعت                       | آرون رالستون                 |
| 2011 هجدهمین مراسم جایزه انجمن بازیگران فیلم      | ژان دوژاردن        | آرتیست                         | George Valentin              |
| 2011 هجدهمین مراسم جایزه انجمن بازیگران فیلم      | دمیان بیچیر        | یک زندگی بهتر                  | Carlos Galindo               |
| 2011 هجدهمین مراسم جایزه انجمن بازیگران فیلم      | جرج کلونی          | زادگان                         | Matt King                    |
| 2011 هجدهمین مراسم جایزه انجمن بازیگران فیلم      | لئوناردو دی‌کاپریو  | جی. ادگار                      | جی. ادگار هوور               |
| 2011 هجدهمین مراسم جایزه انجمن بازیگران فیلم      | برد پیت            | مانیبال                        | بیلی بین                     |
| 2012 نوزدهمین مراسم جایزه انجمن بازیگران فیلم     | دنیل دی-لوئیس      | لینکلن                         | آبراهام لینکلن               |
| 2012 نوزدهمین مراسم جایزه انجمن بازیگران فیلم     | بردلی کوپر         | دفترچه امیدبخش                 | Patrizio "Pat" Solitano, Jr. |
| 2012 نوزدهمین مراسم جایزه انجمن بازیگران فیلم     | جان هاکس           | جلسه‌ها                         | Mark O'Brien                 |
| 2012 نوزدهمین مراسم جایزه انجمن بازیگران فیلم     | هیو جکمن           | بینوایان                       | ژان والژان                   |
| 2012 نوزدهمین مراسم جایزه انجمن بازیگران فیلم     | دنزل واشینگتن      | پرواز                          | William "Whip" Whitaker, Sr. |
| 2013 بیستمین مراسم جایزه انجمن بازیگران فیلم      | متیو مک‌کانهی       | باشگاه خریداران دالاس          | ران وودروف                   |
| 2013 بیستمین مراسم جایزه انجمن بازیگران فیلم      | بروس درن           | نبراسکا                        | Woodrow "Woody" Grant        |
| 2013 بیستمین مراسم جایزه انجمن بازیگران فیلم      | چیویتل اجیوفور     | ۱۲ سال بردگی                   | سالومون نورثاپ               |
| 2013 بیستمین مراسم جایزه انجمن بازیگران فیلم      | تام هنکس           | کاپیتان فیلیپس                 | ریچارد فیلیپس                |
| 2013 بیستمین مراسم جایزه انجمن بازیگران فیلم      | فارست ویتاکر       | سرخدمتکار                      | Cecil Gaines                 |
| 2014 (21st)\|                                     | ادی ردمین          | نظریه همه‌چیز                   | استیون هاوکینگ               |
| 2014 (21st)\|                                     | استیو کرل          | فاکس‌کچر                        | John Eleuthère du Pont       |
| 2014 (21st)\|                                     | بندیکت کامبربچ     | بازی تقلید                     | آلن تورینگ                   |
| 2014 (21st)\|                                     | جیک جیلنهال        | شبگرد                          | Louis "Lou" Bloom            |
| 2014 (21st)\|                                     | مایکل کیتون        | بردمن                          | Riggan Thomson               |
| 2015 بیست و دومین مراسم جایزه انجمن بازیگران فیلم | لئوناردو دی‌کاپریو  | بازگشته                        | هیو گلاس                     |
| 2015 بیست و دومین مراسم جایزه انجمن بازیگران فیلم | برایان کرانستون    | ترامبو                         | دالتون ترامبو                |
| 2015 بیست و دومین مراسم جایزه انجمن بازیگران فیلم | جانی دپ            | عشاء ربانی سیاه                | جیمز بالجر                   |
| 2015 بیست و دومین مراسم جایزه انجمن بازیگران فیلم | مایکل فاسبندر      | استیو جابز                     | استیو جابز                   |
| 2015 بیست و دومین مراسم جایزه انجمن بازیگران فیلم | ادی ردمین          | دختر دانمارکی                  | لیلی البه                    |
| 2016 (23rd)\|                                     | دنزل واشینگتن      | حصارها                         | Troy Maxson                  |
| 2016 (23rd)\|                                     | کیسی افلک          | منچستر بای د سی                | Lee Chandler                 |
| 2016 (23rd)\|                                     | اندرو گارفیلد      | ستیغ هک‌سا                      | دزموند داس                   |
| 2016 (23rd)\|                                     | رایان گاسلینگ      | لا لا لند                      | Sebastian Wilder             |
| 2016 (23rd)\|                                     | ویگو مورتنسن       | کاپیتان خارق‌العاده             | Ben Cash                     |
| 2017 (24th)\|                                     | گری اولدمن         | تاریک‌ترین لحظات                | وینستون چرچیل                |
| 2017 (24th)\|                                     | تیموتی شالامی      | مرا با نامت صدا کن             | مرا با نامت صدا کن           |
| 2017 (24th)\|                                     | جیمز فرانکو        | هنرمند فاجعه                   | تامی وایزو                   |
| 2017 (24th)\|                                     | دنیل کالویا        | برو بیرون                      | Chris Washington             |
| 2017 (24th)\|                                     | دنزل واشینگتن      | رومن جی. ایزریل، وکیل دادگستری | Roman J. Israel              |
| 2018 (25th)\|                                     | رامی ملک           | بوهمین راپسودی                 | فردی مرکوری                  |
| 2018 (25th)\|                                     | کریستین بیل        | معاون                          | دیک چینی                     |
| 2018 (25th)\|                                     | بردلی کوپر         | ستاره‌ای متولد شده‌است           | Jackson Maine                |
| 2018 (25th)\|                                     | ویگو مورتنسن       | کتاب سبز                       | تونی لیپ                     |
| 2018 (25th)\|                                     | جان دیوید واشینگتن | بلکککلنزمن                     | Ron Stallworth               |
| 2019 بیست و ششمین مراسم جایزه انجمن بازیگران فیلم | واکین فینیکس       | جوکر                           | جوکر                         |
| 2019 بیست و ششمین مراسم جایزه انجمن بازیگران فیلم | کریستین بیل        | فورد در برابر فراری            | کن مایلز                     |
| 2019 بیست و ششمین مراسم جایزه انجمن بازیگران فیلم | لئوناردو دی‌کاپریو  | روزی روزگاری در هالیوود        | Rick Dalton                  |
| 2019 بیست و ششمین مراسم جایزه انجمن بازیگران فیلم | آدام درایور        | داستان ازدواج                  | Charlie Barber               |
| 2019 بیست و ششمین مراسم جایزه انجمن بازیگران فیلم | تارون اجرتون       | راکت‌من                         | التون جان                    |

### دهه ۲۰۲۰
| سال           | نامزدی                    | فیلم             | نقش(ها)          |
| ------------- | ------------------------- | ---------------- | ---------------- |
| 2020 (27th)\| | چادویک بوزمن (posthumous) | بلک باتم ما رینی | Levee Green      |
| 2020 (27th)\| | ریز احمد                  | صدای متال        | Ruben Stone      |
| 2020 (27th)\| | آنتونی هاپکینز            | پدر              | Anthony          |
| 2020 (27th)\| | گری اولدمن                | منک              | هرمن جی. منکویتس |
| 2020 (27th)\| | استیون ین                 | میناری           | Jacob Yi         |
| 2021 (28th)\| | ویل اسمیت                 | شاه ریچارد       | ریچارد ویلیامز   |
| 2021 (28th)\| | خاویر باردم               | ریکاردو بودن     | دزی آرناز        |
| 2021 (28th)\| | بندیکت کامبربچ            | قدرت سگ          | Phil Burbank     |
| 2021 (28th)\| | اندرو گارفیلد             | تیک، تیک... بوم! | جاناتان لارسون   |
| 2021 (28th)\| | دنزل واشینگتن             | تراژدی مکبث      | Lord Macbeth     |